# Aimoino di Saint-Germain
Aimoino di Saint-Germain (... – 897) è stato uno scrittore francese.
Docente nel monastero dell'Abbazia di Saint-Germain-des-Prés a Parigi, fu autore di varie opere agiografiche.